# Hamburg Open 2025
Hamburg Open 2025 — тенісний турнір, що проходив на ґрунтових кортах у місті Гамбург, Німеччина з 19 травня. Належав до категорій ATP 500 та WTA 250, був турніром серії Hamburg European Open 2025 року.

## Фінальна частина

### Чоловіки, одиночний розряд
Флавіо Коболлі —   Андрій Рубльов 6–2, 6–4

### Жінки, одиночний розряд
Лоїс Буассон —  Анна Бондар 7–5, 6–3

### Чоловіки, парний розряд
Сімоне Болеллі /  Андреа Вавассорі —  Андрес Мольтені /  Фернандо Ромболі 6–4, 6–0

### Жінки, парний розряд
Надія Кіченок /  Макото Ніномія —  Анна Бондар /  Аранча Рус 6–4, 3–6, [11–9]